# フランソアウド・セナ・デ・ソウザ
フランサ（França）ことフランソアウド・セナ・ジ・ソウザ（Françoaldo Sena de Souza、1976年3月2日 - ）は、ブラジル・マラニョン州コドー市出身の元サッカー選手。元ブラジル代表。現役時代のポジションはフォワード。
現在は日本に在住し、IT関連企業・Footbank Systems株式会社にて勤務している。

## 来歴

### ブラジル時代
1993年、17歳でナシオナル・マウナスとプロ契約を結び、キャリアをスタート。
ECキンゼ・デ・ジャウーを経て、1996年、サンパウロFCへ移籍。サンパウロ州選手権で得点王を2度獲得するなど、点取り屋として活躍し、ブラジル全国選手権でヴァスコ・ダ・ガマと対戦した際は、ロマーリオから「ブラジルで私が敬意を払う選手は、あなただけだ」と声を掛けられた。サンパウロではクラブ歴代4位の182得点を記録。ブラジル代表にも選出され、2002 FIFAワールドカップ・南米予選を戦った。

### バイエル・レバークーゼン
2002年、バイエル・レバークーゼンへ移籍。前線にフランサ、ロブソン・ポンテ、ディミタール・ベルバトフを並べた攻撃陣は「デンジャラス・トライアングル」と称され、2003-04シーズンはリーグ戦13得点14アシストを記録した。UEFAチャンピオンズリーグ 2004-05グループリーグ第1節レアル・マドリード戦では、自身も得点を決めて3-0の勝利に貢献した。

### 柏レイソル
2005年、クラウス・アウゲンターラー監督の構想外となり、J1・柏レイソルへ移籍。しかし、ほとんど出場機会を得られないままシーズンを終え、チームはJ1・J2入れ替え戦でヴァンフォーレ甲府に完敗を喫しJ2へ降格した。ブラジル、ドイツでの実績に見合った活躍が出来なかったフランサに対するサポーターの失望は大きく、入れ替え戦第2戦に途中出場した際は、ホームの日立柏サッカー場にも関わらずボールを持つ度に柏サポーターからブーイングを浴びせられた。
2006年、国内外から多数の移籍オファーを受けたが「自分のキャリアで0ゴールはありえない。このままでは帰れない」と柏に残留することを決意。開幕当初は怪我で戦列を離れたが、復帰後は徐々にチームにフィットして本領を発揮し、1年でのJ1復帰に貢献した。
2007年、J1の舞台でも引き続きチームの中心として攻撃を牽引し、第28節ガンバ大阪戦で決めたミドルシュート などのスーパープレーを随所に披露。昇格1年目ながらリーグ戦8位と健闘し、自身もJリーグ優秀選手賞を受賞した。
2008年、左第5中足骨骨折によりシーズン前半戦を棒に振り、リーグ戦は19試合の出場に留まったが、限られた出場時間の中でも好プレーを数多く見せた。特に第20節の浦和レッズ戦(埼玉スタジアム2002)で試合終了間際に決めた同点ゴール は、テレビ解説の金田喜稔が「嘘みたい！」と絶叫したほどのスーパーゴールで、同年の「Jリーグアフターゲームショー」年間ベストゴールに選出されたほか、2013年にJリーグ20周年を記念して行われた企画「Jクロニクルベスト」においても、過去20年間の全ゴールの中からサポーター投票でベストゴール第10位に選出された。第88回天皇杯では、準々決勝サンフレッチェ広島戦、準決勝FC東京戦と立て続けにゴールを決め、クラブ33年ぶりの決勝進出に貢献したが、決勝ではガンバ大阪に敗れ、優勝を逃した。
2009年、高橋真一郎新監督の下でチームの攻撃はますますフランサに依存した形となったが、4月、5月と負傷による離脱が続き、チームは下位に低迷。シーズン途中で高橋監督が解任され、サンパウロ時代の指揮官・ネルシーニョとの再会を果たした。訪日以来自身最高となるリーグ戦10得点を記録したが、チームは第33節大宮アルディージャ戦に引き分け、J2降格が決定。最終節終了直後、「このチームが求めてくれるなら、黄色のユニフォームを着てここでやりたい。（1年でJ1へ昇格した）2006年の再現がしたい」と残留を希望するコメントを出し、契約を更新した。
2010年、第1節大分トリニータ戦で2得点を挙げ、好調なスタートを切ったが、続く第2節で負傷離脱。工藤壮人、田中順也といった若手の台頭もあって出番を失い、7月21日、退団が発表された。各新聞などではフランサ側からクラブに退団を希望したと報道されていたが、本人はクラブ側から契約を解除する意向を聞かされたと語っている。出場機会が減るのはサッカーの世界ではよくあることで不満には思っておらず、J1復帰のために全力を尽くそうと決意していたという。なお、5年間6シーズンに渡る在籍期間は、外国籍選手としてはクラブ史上最長である。

### 横浜FC
柏退団後も日本の大学で練習を続けていたところ、横浜FCのスカウトの目に留まり、2011年8月、加入が発表された。同年、リーグ戦9試合に出場し、第28節東京ヴェルディ戦で得点を記録したが、シーズン終了後に退団。現役を引退した。

### 現役引退後
現役引退後も日本に留まり、IT関連企業・Footbank株式会社にて勤務している。同社のフットサルチームに所属しており、都内のフットサル大会に時折出没している。現在も東京都内での一人暮らしを満喫しており、しばらくブラジルに戻るつもりはないという。

## プレースタイル
豊富なアイディアと卓越したボールコントロール技術を駆使し、「魔術師」「魔法使い」の異名を持ったフォワード。
柏時代は負傷離脱も多く、2度のJ2降格を味わうなど、際立った結果を残した訳ではなかったが、2008年J1第20節浦和レッズ戦のアディショナルタイムに決めたゴールをはじめ、数々のプレーでJリーグ史に名を残した。
サンパウロFC時代はサンパウロ州選手権得点王のタイトルを2度獲得し、クラブ歴代4位の182得点を記録した点取り屋であったが、訪日後はストライカーというよりも、パサーとしてチャンスメイクに徹する役割が多かった。
攻撃では存在感を発揮した一方、運動量は少なく、守備もほとんど行わなかった。

## エピソード
- 来日後はいつも頭にバンダナを巻いてプレーしていた。
- ゴールを決めた後に独特のリズムをとるダンス（ロボットダンスに近い）を披露することがあり、柏サポーターの間では「フランサダンス」として親しまれていた。2007年のファン感謝デーでは、ドゥンビアらと共に白い仮面を被り、岩崎良美の「タッチ」に合わせてムーンウォークを交えた即興ダンスを踊ってみせた[21]。
- 愛用していたミズノのスパイクは、つま先部分に穴が開いていた。本人曰く「裂けて穴が開くくらいに使い込んで足に馴染んだスパイクこそが最高で、走るのに問題はないが、雨の日はやはり困る」と語っていた[22]。
- プレーだけでなく、人柄もウィットとユーモアに満ちており、来日後は真冬であっても「温暖化の影響かな。僕は少しも寒くないんだ」などと冗談を飛ばしながらノースリーブの練習着で取材対応をしていたという[16]。

## 個人成績
| 国内大会個人成績 | 国内大会個人成績     | 国内大会個人成績 | 国内大会個人成績 | 国内大会個人成績 | 国内大会個人成績                | 国内大会個人成績 | 国内大会個人成績 | 国内大会個人成績 | 国内大会個人成績 | 国内大会個人成績 | 国内大会個人成績 |
| 年度             | クラブ               | 背番号           | リーグ           | リーグ戦         | リーグ戦                        | リーグ杯         | リーグ杯         | オープン杯       | オープン杯       | 期間通算         | 期間通算         |
| 年度             | クラブ               | 背番号           | リーグ           | 出場             | 得点                            | 出場             | 得点             | 出場             | 得点             | 出場             | 得点             |
| ブラジル         | ブラジル             | ブラジル         | ブラジル         | リーグ戦         | リーグ戦                        | ブラジル杯       | ブラジル杯       | オープン杯       | オープン杯       | 期間通算         | 期間通算         |
| ---------------- | -------------------- | ---------------- | ---------------- | ---------------- | ------------------------------- | ---------------- | ---------------- | ---------------- | ---------------- | ---------------- | ---------------- |
| 1993             | ナシオナル           |                  | 州1部            |                  |                                 |                  |                  |                  |                  |                  |                  |
| 1994             | キンゼ・デ・ジャウー |                  | 州2部            |                  |                                 |                  |                  |                  |                  |                  |                  |
| 1995             | キンゼ・デ・ジャウー |                  | 州2部            |                  |                                 |                  |                  |                  |                  |                  |                  |
| 1996             | サンパウロ           |                  | セリエA          | 8                | 1                               |                  |                  |                  |                  |                  |                  |
| 1997             | サンパウロ           | 15               | セリエA          | 3                |                                 |                  |                  |                  |                  |                  |                  |
| 1998             | サンパウロ           | 22               | セリエA          | 8                |                                 |                  |                  |                  |                  |                  |                  |
| 1999             | サンパウロ           | 22               | セリエA          | 18               |                                 |                  |                  |                  |                  |                  |                  |
| 2000             | サンパウロ           | 16               | セリエA          | 8                |                                 |                  |                  |                  |                  |                  |                  |
| 2001             | サンパウロ           | 23               | セリエA          | 12               |                                 |                  |                  |                  |                  |                  |                  |
| 2002             | サンパウロ           | 0                | セリエA          | 0                |                                 |                  |                  |                  |                  |                  |                  |
| ドイツ           | ドイツ               | ドイツ           | ドイツ           | リーグ戦         | リーグ戦                        | リーグ杯         | リーグ杯         | DFBポカール      | DFBポカール      | 期間通算         | 期間通算         |
| 2002-03          | レバークーゼン       | 11               | ブンデス         | 16               | 1                               | 1                | 0                | 4                | 2                | 20               | 3                |
| 2003-04          | レバークーゼン       | 11               | ブンデス         | 33               | 14                              | 2                | 0                | 2                | 0                | 37               | 14               |
| 2004-05          | レバークーゼン       | 11               | ブンデス         | 22               | 6                               | 1                | 0                | 1                | 2                | 24               | 8                |
| 日本             | 日本                 | 日本             | 日本             | リーグ戦         | リーグ戦                        | リーグ杯         | リーグ杯         | 天皇杯           | 天皇杯           | 期間通算         | 期間通算         |
| 2005             | 柏                   | 11               | J1               | 3                | 0                               | -                | -                | 1                | 0                | 4                | 0                |
| 2006             | 柏                   | 10               | J2               | 28               | 4                               | -                | -                | 0                | 0                | 28               | 4                |
| 2007             | 柏                   | 10               | J1               | 25               | 8                               | 1                | 0                | 0                | 0                | 26               | 8                |
| 2008             | 柏                   | 10               | J1               | 19               | 4                               | 2                | 1                | 4                | 2                | 25               | 7                |
| 2009             | 柏                   | 10               | J1               | 23               | 10                              | 1                | 0                | 1                | 0                | 25               | 10               |
| 2010             | 柏                   | 10               | J2               | 4                | 3                               | -                | -                | -                | -                | 4                | 3                |
| 2011             | 横浜FC               | 19/8             | J2               | 9                | 1                               | -                | -                | 1                | 0                | 10               | 1                |
| 通算             | ブラジル             | ブラジル         | セリエA          | 106              | 50\|\|\|\|\|\|\|\|\|\|106\|\|50 |                  |                  |                  |                  |                  |                  |
| 通算             | ドイツ               | ドイツ           | ブンデス         | 71               | 21                              | 4                | 0                | 7                | 4                | 82               | 25               |
| 通算             | 日本                 | 日本             | J1               | 70               | 22                              | 4                | 1                | 6                | 2                | 80               | 25               |
| 通算             | 日本                 | 日本             | J2               | 41               | 8                               | -                | -                | 1                | 0                | 42               | 8                |
| 総通算           | 総通算               | 総通算           | 総通算           | 288              | 101                             | 8                | 1                | 14               | 6                | 310              | 108              |

その他の公式戦
- 2005年
  - J1・J2入れ替え戦 1試合0得点

| 国際大会個人成績 | 国際大会個人成績 | 国際大会個人成績 | 国際大会個人成績 | 国際大会個人成績 |
| 年度             | クラブ           | 背番号           | 出場             | 得点             |
| UEFA             | UEFA             | UEFA             | CL               | CL               |
| ---------------- | ---------------- | ---------------- | ---------------- | ---------------- |
| 2002-03          | レバークーゼン   | 11               | 8                | 2                |
| 2004-05          | レバークーゼン   | 11               | 5                | 3                |
| 通算             | UEFA             | UEFA             | 13               | 5                |

その他の国際公式戦
- 2004年
  - UEFAチャンピオンズリーグ 2004-05 予選プレーオフ 2試合3得点

## 代表歴

### 出場大会
ブラジル代表
- 2000年 - 2002 FIFAワールドカップ・南米予選

### 試合数
- 国際Aマッチ 8試合 1得点（2000年-2002年）[23]

| ブラジル代表 | 国際Aマッチ | 国際Aマッチ |
| 年           | 出場        | 得点        |
| ------------ | ----------- | ----------- |
| 2000         | 6           | 1           |
| 2001         | 0           | 0           |
| 2002         | 2           | 0           |
| 通算         | 8           | 1           |

### 得点
| #  | 日時          | 場所     | 相手         | 結果 | 大会         |
| -- | ------------- | -------- | ------------ | ---- | ------------ |
| 1. | 2000年5月27日 | ロンドン | イングランド | △1-1 | 国際親善試合 |

## タイトル

### クラブ
サンパウロFC
- サンパウロ州選手権 - 優勝 : 1998年、2000年
- リオ・サンパウロ・トーナメント - 優勝 : 2001年

### 個人
- サンパウロ州選手権 - 得点王 : 1998年、2000年
- ドイツ・ブンデスリーガ - アシスト王 : 2003-2004シーズン
- Jリーグ優秀選手賞 : 2007年